# Moeder

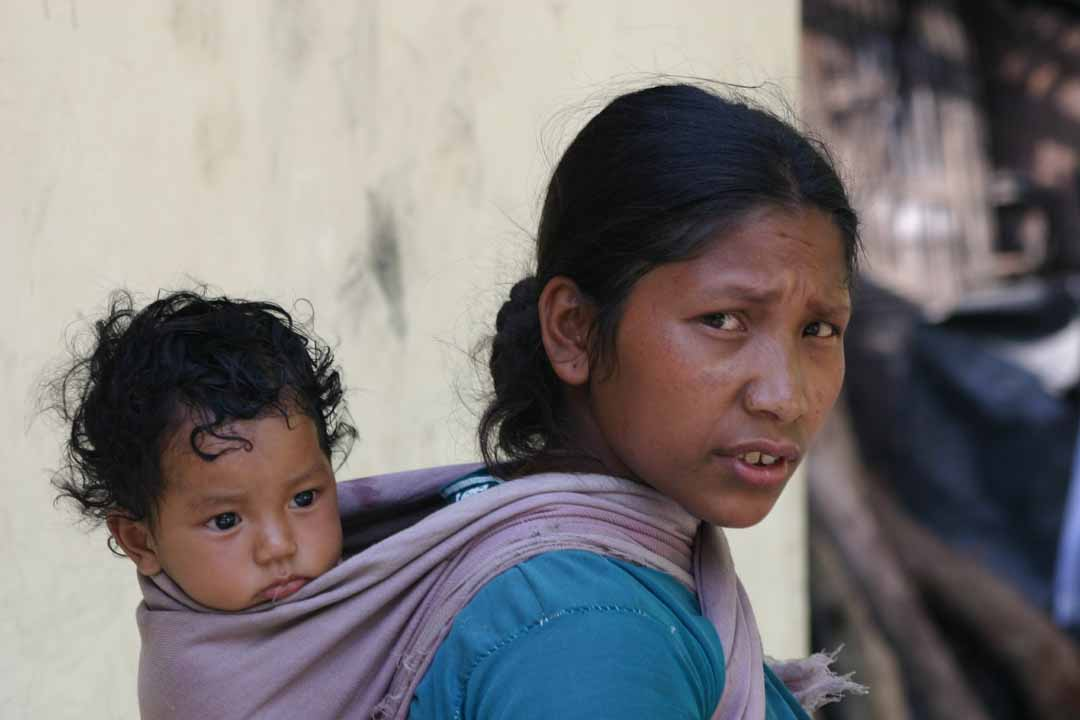
Sikkimse moeder met kind

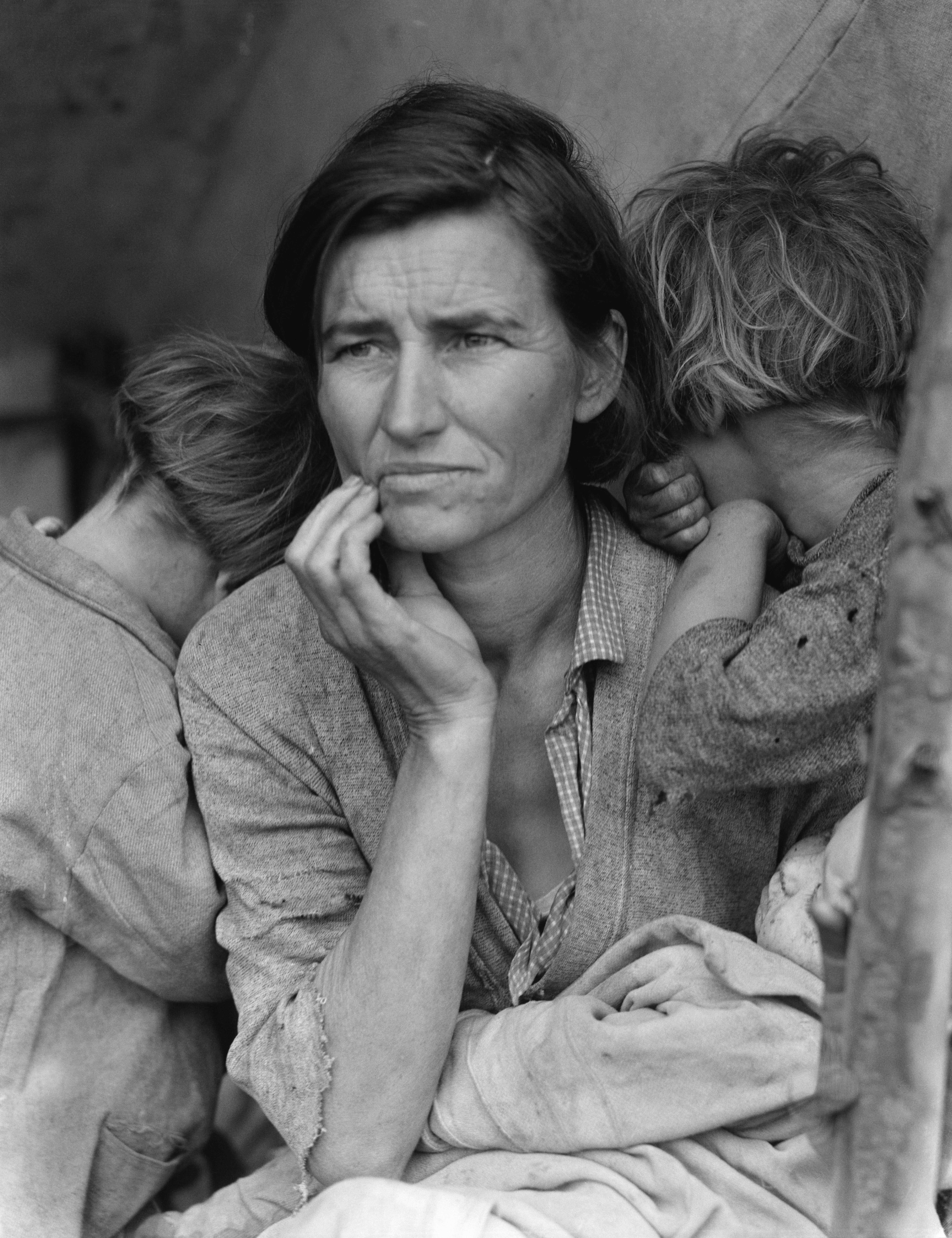
Migrant mother Florence Owens Thompson met haar kinderen
(foto Dorothea Lange, 1936)

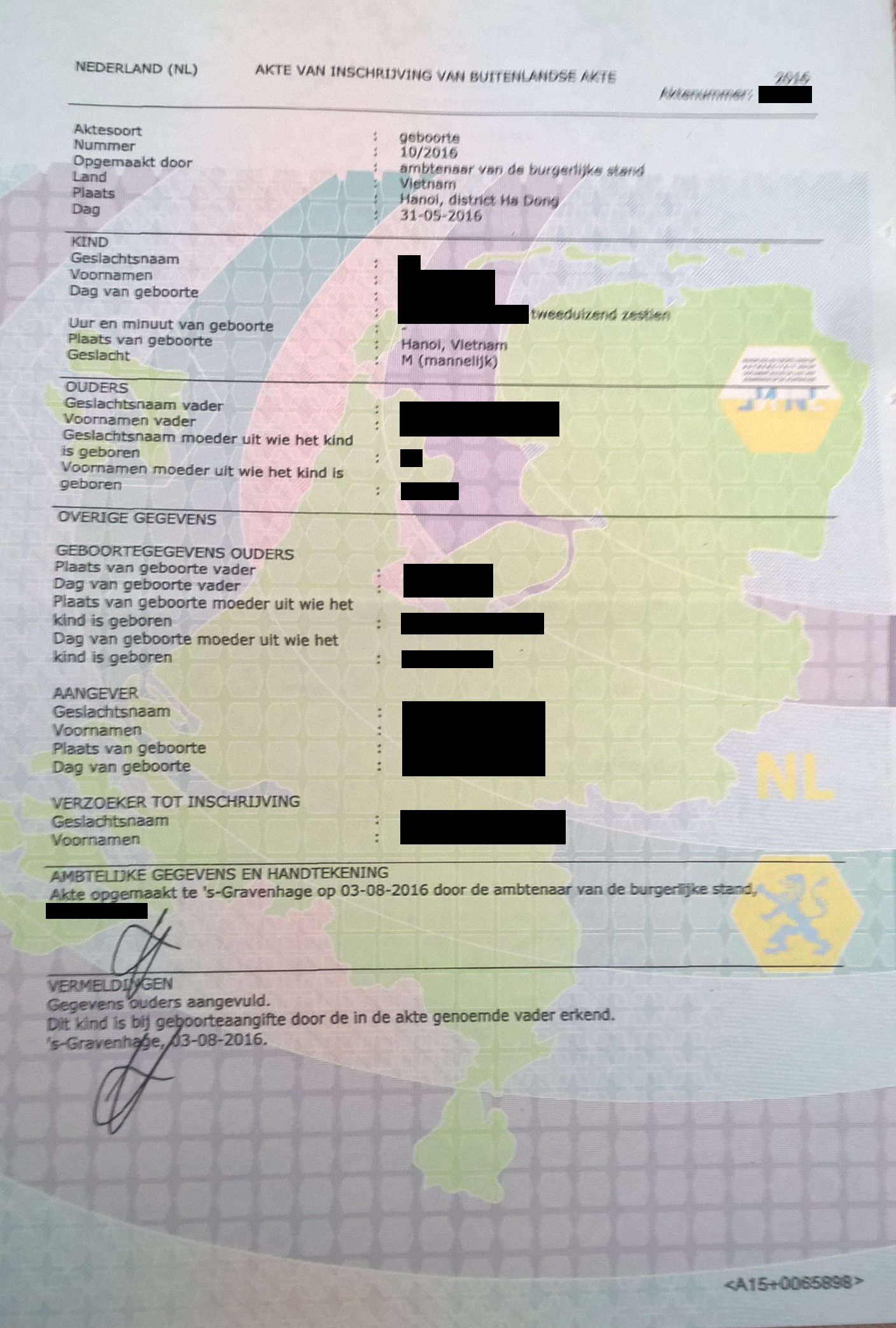
Voorbeeld van een akte met de formulering 'moeder uit wie het kind is geboren', 2016

Een moeder is een vrouw met een of meerdere kinderen. Het betreft een eerstegraads verwantschap. De relatie van een moeder tot haar kinderen wordt aangeduid met de term moederschap.
In de meeste gevallen heeft de vrouw het nageslacht zelf gebaard, waarbij ook wel wordt gesproken van de biologische moeder. Als het kind biologisch gezien een andere moeder heeft dan de vrouw die als zodanig wordt beschouwd, dan wordt al naargelang de specifieke situatie gesproken van een adoptiemoeder, pleegmoeder of stiefmoeder, meer in het algemeen ook wel van een juridische of wettelijke moeder. In de praktijk wordt deze vrouw echter doorgaans gewoon 'moeder' genoemd.
Voor vrouwen die zelf niet in staat zijn een zwangerschap uit te dragen kan draagmoederschap een oplossing zijn. Het paar dat een kind wenst vraagt in dit geval aan een andere vrouw om het kind voor hen te dragen. Een persoon kan bij een zwangerschap de rol van moeder hebben, terwijl het juridische geslacht van deze persoon man is.
In de overgrote meerderheid van alle talen ter wereld begint het woord voor "moeder" met de (voor zeer jonge kinderen makkelijk te articuleren) letter m.

## Termen
Bekende alternatieve koosnaampjes voor een moeder in het Nederlands zijn: mama, ma, mam, mams, mammie, moeke, ma'ke, moe, moer, moemsie, moes, moesje, mem (Fries), mamaatje, mutti (uit het Duits) en mamsie.
- De moeder van iemands vader of moeder is diens grootmoeder.
- De moeder van een partner of echtgenoot wordt schoonmoeder genoemd.

## Personen naar wie verwezen wordt met de term "moeder"
- De Bijbelse figuur Eva wordt soms aangeduid met de term "moeder van alle levenden".[2]
- Maria, de moeder van Jezus, wordt ook aangeduid met de termen "Moeder Gods", "Moeder van de levenden" of "Moeder van het woord".[2]
- Onze-Lieve-Vrouw van Smarten wordt soms ook aangeduid met de naam "Moeder van Smarten".[2]
- Moeder Teresa, katholieke zuster, stichteres van de Missionarissen van Naastenliefde en Nobelprijswinnares voor de vrede
- De planeet aarde wordt soms ook aangeduid met de termen "moeder", "moederaarde", "Moeder Aarde" of "Moeder Natuur". Zij wordt dan gezien als de moedergodin, een vruchtbaarheidsgodin die de vruchtbare aarde verbeeldt.
- De term "moeder" wordt ook gebruikt voor een vrouw aan het hoofd van een instelling of gesticht, bijvoorbeeld de eerwaarde moeder van een klooster.[2]

## Trivia
- Moederdag is in een aantal landen een feestdag, speciaal gewijd aan moeders.
- Een moedermaatschappij, moederonderneming of moederbedrijf is een onderneming die eigenaar is van een of meer andere bedrijven, die dochterondernemingen worden genoemd.
- In het Guiness Book of Records staat Valentina Vassilyev genoteerd als moeder van de meeste kinderen. Zij kreeg 69 kinderen in 27 zwangerschappen tussen 1725 en 1765. Hierbij zaten 16 tweelingen, 7 drielingen en 4 vierlingen.[3]

## Verder lezen
- Elisabeth Badinter, De mythe van het moederschap, vert. Marie Luijten, 2023. ISBN 9789025316815 (oorspr. Frans: L'Amour en plus. Histoire de l'amour maternel, 1980)
- Sarah Blaffer Hrdy, Moederschap. Een natuurlijke geschiedenis, 2000. ISBN 9789027469175 (oorspr. Engels: Mother Nature. A History of Mothers, Infants and Natural Selection, 1999)